# Oscar Montelius
Oscar Montelius (Estocolmo, 9 de septiembre de 1843 - 4 de noviembre de 1921) fue un arqueólogo sueco que redefinió el concepto de seriación, un método que fechaba a partir de una cronología relativa.

## Biografía
Oscar Montelius nació en Estocolmo, donde pasó toda su vida. Empezó sus estudios de ciencias naturales en la Universidad de Upsala en 1861. Sin embargo, en 1863 entró a trabajar a media jornada en el Museo de Antigüedades Nacionales de Estocolmo (donde permanecerá hasta 1868), y dejó esos estudios para dedicarse al campo de la historia y lenguas escandinavas. En 1869 se doctora en la misma universidad gracias a una tesis sobre arqueología. Montelius se convierte pronto en un arqueólogo de renombre y consigue una plaza como catedrático en 1888. Ese mismo año trabajó para el Museo Estatal de Historia de Copenhague (Dinamarca). Posteriormente, entre 1907 y 1913 fue director del Museo Nacional de Antigüedades de Estocolmo. En 1917 se hace miembro de la Academia Sueca, creada en 1786 a imitación de la Academia Francesa para fomentar el idioma sueco. 
Oscar Montelius muere el 4 de noviembre de 1921, también en Estocolmo, y es enterrado junto a su esposa en Solna (Suecia) en una "stendös", un tipo de tumba que fue común en el territoritorio de la actual Suecia durante la Edad del Bronce.

## Su trabajo
En 1836, Christian Jürgensen Thomsen, conservador del Museo Nacional de Copenhague, escribe la Guía de Arqueología Nórdica, donde establece el sistema de las tres edades, es decir, lleva a cabo una clasificación cronológica de los materiales según tres etapas: Edad de Piedra, Edad del Bronce y Edad del Hierro. De este modo, se inicia una «escuela escandinava» de trabajos de sistematización de los hallazgos arqueológicos, que continuará con las obras de Worsaae y de Oscar Montelius. A partir de estos trabajos, se establecen distintas sistematizaciones para el resto de Europa. Worsae, por ejemplo, subdividió la Edad de Piedra en: Paleolítico, Mesolítico y Neolítico. 
Oscar Montelius procuró crear una cronología para la Prehistoria, y en especial para la Edad del Bronce para la Europa septentrional, como las islas británicas y Escandinavia. Se dio cuenta de que las colecciones que había en el museo carecían a menudo de unos registros rigurosos; por eso, su método consistió en comparar unos artefactos con otros de procedencia geográfica similar. Tomando la clasificación de las tres edades de Thomsen, subdividió el Neolítico en cuatro períodos (I-IV) y la Edad del Bronce nórdica en seis (I-VI). Esta clasificación pretendía datar de manera absoluta la prehistoria europea. Para ello, creó un complejo sistema donde recogía la tipología tecnológica de las piezas y las comparaba con la información obtenida de los jeroglíficos egípcios. Introdujo, pues, la geografía al sistema de seriación según la estratigrafía y los elementos artefactuales. Basó su comparación con los jeroglíficos egipcios en que creía que había una zona de irradiación cultural que provenía del Próximo Oriente ("ex orienti lux", según dice en Orient und Europa apelando a la locución latina). Esta corriente difusionista alcanzó un gran éxito en las primeras décadas del siglo XX, aunque posteriormente fue desplazada. Por tanto, el foco original estaba en Egipto y en Babilonia. Él había interpretado la continuidad cultural en términos de continuidad étnica y, además, consideraba que la presencia germana en las actuales Dinamarca, Suecia y Noruega podía remontarse al Neolítico.

## Sus obras
Om tidsbestämming inom Bronsåldern (1886)
Swedish History
Dating in the Bronze Age with Special Reference to Scandinavia
Civilization of Sweden in Heathen Times (1888)
Die älteren Kulturperioden en Orient und in Europa (1903-23)